# Stazione di Shikishima
La stazione di Shikishima (敷島駅?, Shikishima-eki) è una stazione ferroviaria di Shibukawa, nella prefettura di Gunma in Giappone, gestita dalla JR East.

## Linee e servizi
JR East
■ Linea Jōetsu

## Struttura
La stazione è costituita da un marciapiede laterale e uno a isola con tre binari totali, ma solo due sono effettivamente utilizzati. È presente il supporto alla biglietteria elettronica Suica.
| 1 | ■ Linea Jōetsu | per Shibukawa, Shin-Maebashi e Takasaki |
| 2 | ■ Linea Jōetsu | per Minakami e Nagaoka                  |

## Stazioni adiacenti
| «            | Servizio      | »            |
| Linea Jōetsu | Linea Jōetsu  | Linea Jōetsu |
| ------------ | ------------- | ------------ |
| Shibukawa    | Tutti i treni | Tsukuda      |